# Cèlas
Cèlas (francès Celles) és un municipi francès del departament de l'Arieja i la regió d'Occitània.